# Labiobarbus sabanus
Labiobarbus sabanus är en fiskart som först beskrevs av Robert F. Inger och Chin 1962.  Labiobarbus sabanus ingår i släktet Labiobarbus och familjen karpfiskar. Inga underarter finns listade i Catalogue of Life.